# Afanasie Nikitin
Afanasie Nikitin (n. secolul al XV-lea, Tver, principatul Tverului⁠(d) – d. 1475, Smolensk, Marele Ducat al Lituaniei) a fost un călător și negustor rus, care a întreprins între 1466 și 1472 o călătorie cu scopuri comerciale, având ca țintă India.

## Descrierea călătoriei
Plecând din orașul Tver, Nikitin navighează pe Volga inferioară și apoi prin Marea Caspică, de unde pe usact, se îndreaptă spre strâmtoarea Ormuz. Parcurge în continuare Persia și Asia mică, până la Trebizonda, după care trece Marea Neagră și de la Kaffa (Feodosia), care pe atunci se afla sub influența genovezilor, se îndreaptă spre Smolensk, pe valea Niprului. Se crede, potrivit unei cronici din Lvov din 1475, că Nikitin a murit în drum spre Smolensk. Au rămas însă însemnările sale Călătorie peste mări, păstrate multă vreme în manuscris și copiate de mai multe ori în secolele XVI-XYII.

## Călătorie peste mări
Din copiile care s-au păstrat, aflăm, că Nikitin a fost deopotrivă un bun observator al detaliilor geografice. Descrierile lui sunt simple, uneori naive, dar destul de veridice. Însemnările lui aduc astfel informații interesante despre nautura Indiei, cu contrastele sale pe latitudini diferite. Nu lipsesc date despre populația numeroasă, a ținuturilor vizitate, în continuă căutare de hrană, dar cu străvechi tradiții. Orașele sunt și ele descrise cu destulă exactitate. Nikitin s-a oprit mai mult asupra vieții comerciale, dar nu s-a sfiit să descrie templele întâlnite la tot pasul, sau viața spirituală a localnicilor.